# XHUDG-FM
XHUDG-FM 104.3 MHz, Radio Universidad de Guadalajara  transmite desde sus estudios y oficinas ubicadas en Ignacio Jacobo # 29, Colonia Parque Industrial Belenes, en la ciudad de Zapopan, Jalisco, con 100,000 watts de potencia, cubriendo gran parte del Estado a través de ocho estaciones. Además cuenta con un canal de televisión hermano, el Canal 44 con el que comparten algunos contenidos como lo son los noticieros.
Su señal es posible escucharla en estados colindantes, y al resto del mundo por medio de internet, también es la primera radio estación difusora en México en transmitirse en Podcast.

## Historia
La antesala de la creación de esta estación de radio, viene desde el año 1963 cuando los ingenieros Jesús Cervantes Rangel, quien comenzó a realizar experimentos radiofónicos, y Alfredo Chavarría Velasco impulsaron el proyecto para tenerla en 1967. No fue hasta en el año de 1974, cuando el ingeniero José del Río Madrigal montó en los jardines del Instituto Tecnológico, conocido actualmente como  CUCEI, la antena, la cabina con el transmisor, la consola y el transmisor Harris de un kilovatio; y con los esfuerzos de Ignacio Arriola Haro en el proyecto se llegó a tener la "Radio UdG".
El día 30 de mayo de 1974 a las dos de la tarde, según las crónicas de los diarios, dieron inicio las transmisiones oficiales de "Radio Universidad de Guadalajara" con los siguientes invitados especiales: Rafael García de Quevedo Palacios, rector de la Universidad de Guadalajara; Alberto Orozco Romero, gobernador del estado de Jalisco; José Manuel Correa Ceseña, presidente de la Federación de Estudiantes de Guadalajara, y el presidente de México Luis Echeverría. La primera entrevista fue al presidente Echeverría.
En 2013, la radio cambió de indicativo en su estación principal, al pasar de XHUG-FM a XHUDG-FM.
Actualmente se reconoce como Red Radio Universidad de Guadalajara (Red Radio UdG) y es un proyecto de la Universidad de Guadalajara integrado por ocho estaciones radiodifusoras que cubren la región centro-occidente de México con el propósito de servir de vínculo con la comunidad en general. Su corte es cultural y difunden y apoyan los movimientos culturales así como artistas independientes locales, diversidades culturales y sociales y promueven el esparcimiento e intercambio cultural.
Localizada en el 104.3 MHz. de la banda de Frecuencia Modulada, Radio Universidad de Guadalajara ha logrado consolidarse, a lo largo de estos años, como una auténtica y necesaria opción dentro del saturado cuadrante que disfruta o padece el radioescucha común y corriente.

## Contenido de programación
Radio Universidad cuenta con programas y producciones originales que abarca desde espacios de opinión e informativos hasta música de los más diversos géneros.
No solo han sido sus programas informativos, sino la amplia diversidad de productos radiofónicos los que han atrapado la atención del oyente: programas musicales (en donde el jazz, el rock, la música tradicional mexicana, la música de concierto, el tango, la trova, y la llamada música del mundo, forman parte de la programación habitual de XHUG), infantiles, de la tercera edad, indigenistas, de servicio social, literarios, entre otros, han dado un rostro de calidad, tanto en contenidos como en su producción, a la oferta radiofónica de la emisora universitaria, trabajo que ha sido reconocido con premios y distinciones tanto a nivel local, nacional como internacional.

## Red Radio Universidad de Guadalajara
Las estaciones de radio que conforman la Red Radio Universidad de Guadalajara son:
- Lagos de Moreno     XHUGL 104.7 FM
- Autlán              XHANU 102.3 FM
- Ciudad Guzmán       XHGZ 94.3 FM
- Ocotlán             XHUGO 107.9 FM
- Colotlán            XHUGC 104.7 FM
- Puerto Vallarta     XHUGPV 104.3 FM
- Ameca               XHUGA 105.5 FM
- Guadalajara         XHUDG 104.3 FM